# Comuna Mala Smileanka, Smila
Mala Smileanka (în ucraineană Мала Смілянка) este o comună în raionul Smila, regiunea Cerkasî, Ucraina, formată din satele Mala Smileanka (reședința) și Mîkolaiivka.

## Demografie
Componența lingvistică a comunei Mala Smileanka
     Ucraineană (95,18%)
     Rusă (4,13%)
     Alte limbi (0,24%)
Conform recensământului din 2001, majoritatea populației comunei Mala Smileanka era vorbitoare de ucraineană (95,18%), existând în minoritate și vorbitori de rusă (4,13%).